# Silverius
Silverius, född i Rom, död 20 juni 538, var påve från den 8 juni 536 tills han avsattes i mars 537. Han vördas som helgon i Romersk-katolska kyrkan, med festdag 20 juni.

## Biografi
Silverius var son till Hormisdas, som hade varit gift innan denne vigdes till präst. Silverius inträdde i kyrkans tjänst och var subdiakon i Rom när påve Agapetus I avled i Konstantinopel den 22 april 536. Kejsarinnan Theodora, som gynnade monofysiterna, försökte driva igenom att diakonen Vigilius, som befann sig i Konstantinopel på diplomatiskt uppdrag, blev vald till påve, eftersom han hade försäkrat henne att stödja monofysitismen om så skedde. 
Ostrogoternas kung Theodatus försökte dock å sin sida förhindra att valet föll på en person med band till Konstantinopel, och föregrep kejsarinnan. Genom hans ingripande valdes så subdiakonen Silverius till påve. Att en subdiakon blivit påve är ovanligt. Därför är det förståeligt att det uppstod en opposition i prästerskapet mot hans utnämning, något som återges i Silverius biografi i Liber Pontificalis. Theodatus lyckades hålla tillbaka motståndet, och efter att Silverius konsekrerats, den 8 juni 536, gav alla präster sitt skriftliga godkännande till hans upphöjelse.
I Liber Pontificalis finns uppgifter att Silverius erbjudit Theodatus pengar i utbyte mot påvestolen, men detta tillbakavisas av Catholic Encyclopedia som uttryck för hat till goterna och illasinnad inställning till påven i fråga. I vilket fall infaller Silverius pontifikat under en tid då bysantinska riket och påven befann sig i ett ännu olöst spänningsförhållande, och Silverius själv föll offer för det bysantinska hovets intriger.
Efter att Silverius blivit påve försökte kejsarinnan Theodora vinna över honom till monofysitismen. I synnerhet vinnlade hon sig om att förmå honom att försonas sig med den monofysitiske patriarken av Konstantinopel, Anthimos, som hade avsatts och exkommunicerats av Agapetus, och med Severus av Antiochia. Påven gav dock inte i några löften om något sådant, varför kejsarinnan hotade avsätta honom till förmån för Vigilius. 
Rom erfor svåra tider, när strid bröt ut i Italien mellan ostrogoterna och bysantierna, efter att Theoderik den stores dotter Amalasuntha dött. Ostrogoternas kung, Vitiges, som uppsteg på tronen i augusti 536, belägrade staden. Kyrkorna över katakomberna utanför stadsmurarna förstördes, och martyrernas gravar skändades. I december år 536 förlade den bysantinske generalen Belisarius sina garnisoner i Rom, och mottogs då av påven på ett vänligt och hovsamt sätt. 
Theodora ville dock, att Belisarius skulle använda överläget till att avsätta Silverius för Vigilius skull, som hade återvänt från sitt diplomatiska uppdrag till Rom. Belisarius hustru Antonia påverkade generalen att agera enligt kejsarinnans vilja. Med ett förfalskat brev som skäl anklagades påven för ett förrädiskt avtal med den ostrogotiske kungen som belägrade Rom. Det sades att påven hade erbjudit kungen att lämna en port i stadsmuren öppen, vilket skulle ha släppt in goterna att belägra staden. På dessa grunder arresterades Silverius i mars 537, fråntogs sitt ämbete och ikläddes munkkåpa medan han landsförvisades till Orienten. Vigilius konsekrerades till påve i hans ställe.
Silverius fördes till Lykien där han slog sig ner i Patara. Biskopen där upptäckte snart att den landsflyktige påven var oskyldig, reste till Konstantinopel och lyckades lägga fram bevis inför kejsar Justinianus om påvens oskuld. Fallet återupptogs därför av kejsaren, som skrev till Belisarius, och gav sin tillåtelse att Silverius fick återvända till Italien. När Silverius anlände till hemlandet, troligen till Neapel, lät Vigilius infånga honom och förde honom till ön Palmarola. Där avled Silverius av svält och till följd av den hårda behandling han fick. Han begravdes på ön, enligt Liber Pontificalis den 20 juni, och hans kvarlevor har aldrig förts därifrån. 
Han har senare vördats som helgon; den tidigaste uppgiften om denna status finns från 1000-talet. Enligt den romerska martyrologin firas han den 20 juni.